# 偏葉砂蘚
偏葉砂蘚（学名：Racomitrium subsecundum）为紫萼蘚科砂蘚屬下的一个种。